# Sistema de confiança tripla
Na criptografia, um sistema de confiança terceirizado, do inglês Trusted-Third-Party (TTP), é uma entidade que facilita as interações entre duas partes que confiam no terceiro; o Terceiro revisa todas as comunicações críticas de transações entre as partes, com base na facilidade de criação de conteúdo digital fraudulento. Nos modelos TTP, as partes dependentes usam essa confiança para garantir suas próprias interações. Os TTPs são comuns em qualquer número de transações comerciais e em transações digitais criptográficas, bem como protocolos criptográficos, por exemplo, uma autoridade de certificação (CA) emitiria um certificado de identidade digital para uma das duas partes no próximo exemplo. A CA então se torna a Trusted-Third-Party para essa emissão de certificados. Do mesmo modo, as transações que precisam de uma gravação de terceiros também precisarão de um serviço de repositório de terceiros de algum tipo ou outro.